# República del Congo en los Juegos Olímpicos de Atlanta 1996
La República del Congo estuvo representada en los Juegos Olímpicos de Atlanta 1996 por cinco deportistas, tres hombres y dos mujeres, que compitieron en tres deportes.
La portadora de la bandera en la ceremonia de apertura fue la atleta Léontine Tsiba. El equipo olímpico congoleño no obtuvo ninguna medalla en estos Juegos.